# Elettrotreno FFS RABDe 12/12
L'elettrotreno RABDe 12/12 delle Ferrovie Federali Svizzere era un elettrotreno progettato negli anni sessanta del XX secolo per il servizio vicinale sulla ferrovia Zurigo-Rapperswil.

## Storia
Gli elettrotreni RABDe 12/12 entrarono in servizio nel 1967 e vennero destinati alla ferrovia Zurigo-Rapperswil, dove consentirono di istituire un servizio suburbano ad alta frequenza (Goldküstenexpress), antesignano dell'attuale rete celere zurighese.
Gli RABDe 12/12 avevano caratteristiche d'avanguardia, a partire dalle forti capacità di accelerazione, che contribuirono al successo del servizio. Anche la livrea, in color vinaccia, si distingueva dal verde antracite in uso all'epoca su tutti i mezzi delle FFS. Per le loro caratteristiche, vennero soprannominati "Mirage", similmente a un altro mezzo d'avanguardia dell'epoca, l'aereo militare Dassault Mirage.
Gli elettrotreni erano composti di 3 carrozze, tutte motrici, di cui le due di estremità allestite con posti a sedere di seconda classe, e la vettura intermedia con posti di prima classe e bagagliaio. Normalmente erano in servizio composizioni di due elettrotreni (per complessive 6 carrozze), ma il comando multiplo consentiva di comandare contemporaneamente fino a 4 unità.

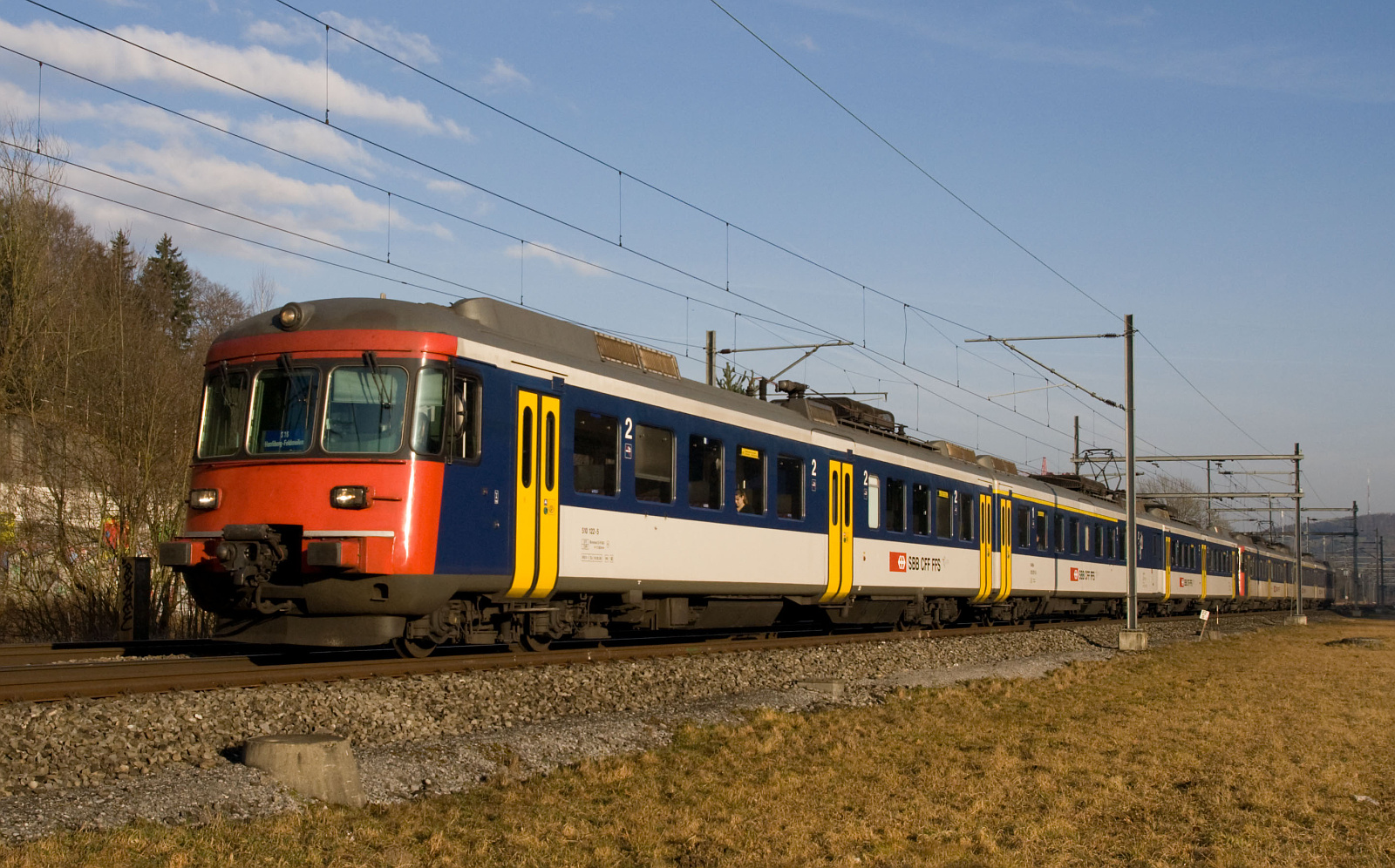
Elettrotreno RABDe 510 rinnovato

A partire dal 1996, i 18 elettrotreni ancora in servizio vennero rinnovati esternamente e internamente, ottenendo una livrea bianca e blu, con cabine rosse, simile a quella dei più recenti RBDe 560 ("Colibrì"). Contemporaneamente ottennero una nuova numerazione secondo le norme UIC (RABDe 510 000 ÷ 017).
Declassati a servizi meno impegnativi in seguito all'entrata in servizio delle nuove composizioni DPZ, furono ritirati dal servizio regolare dal 2008 al 2010.